# Martin Söderström (cyklist)
Martin Söderström, född 4 mars 1990, är en svensk före detta professionell freeride mountainbike-åkare från Uppsala.
2007 vann han tävlingen Åre Slopestyle.  2012 och 2013 placerade han sig på andra plats totalt i FMB World Tour.  2013 tävlade han i Munich X-Games Slopestyle event och slutade 6:a totalt av 16 åkare. 2013 tog han andra plats på Red Bull Joyride, men skadades allvarligt i sitt sista åk. Han skadades igen strax före 2014 års tävling.
2013 och 2014 var han värd för en tävling i sin hemstad Uppsala där svenske kollegan och vännen Anton Thelander vann. Mellan 2012 och 2014 vann han ett antal medaljer på FISE (två andraplatser). Han tävlade därefter i en ny disciplin, "Speed and Style". Han placerade sig på en första, en andra och en tredje plats mellan 2018 och 2019.
Martin Söderström avslutade karriären i augusti 2022.